# Visinčia
Visinčia je řeka 3. řádu v jihovýchodní části Litvy, ve Vilniuském kraji, v okrese Šalčininkai. Je to pravý přítok řeky Šalčia, do které se vlévá 1 km na východ od vsi Visinčia, 25,8 km od jejího ústí do Merkysu. Je to její největší přítok. Teče zpočátku na západ, záhy se stáčí na sever, po soutoku s řekou Kamena se stáčí opět na západ, u vsi Tartokas protéká rybníkem Šalčininkėlių tvenkinys (plocha 17,7 ha), za kterým se stáčí k severu, k západu, k jihu a opět k jihozápadu, za vsí Skubėtai začíná stále více drobně a hustě meandrovat v celkovém směru na západ a protéká velmi řídce obydleným územím, neboť protéká jižním okrajem rozsáhlého lesního masívu Rūdninkų giria. Horní tok až do Gasčioniů je regulovaný. Řeka má průzračnou čistou vodu. Povodí řeky je lesnaté je zde mnoho mokřadů, potok Kernavė přivádí do řeky vody z jezera Kernavas (plocha 79,4 ha).

## Sídla při řece
- Anuliškės, Jackonys, Gasčionys, Šalčininkėliai, Tartokas, Zavišonys, Pavisinčia, Skubėtai, Jundiliškės, Gudeliai, Gumbas, Ūta, Visinčia

## Přítoky
- Levé:

| Hydrologické pořadí | Řeka            | Délka (km) | Povodí (km²) | Vzdálenost od ústí (km) | Ústí kde | Koordináty ústí                  |
| ------------------- | --------------- | ---------- | ------------ | ----------------------- | -------- | -------------------------------- |
|                     | Kojelė          |            |              |                         |          | 54°21′47″ s. š., 25°12′43″ v. d. |
| 11010242            | Cudykas Didelis | 3,0        | 2,1          | 8,3                     |          | 54°20′27″ s. š., 25°7′2″ v. d.   |
| 11010243            | V – 1           | 3,1        | 3,1          | 8,0                     |          | 54°20′23″ s. š., 25°7′0″ v. d.   |

- Pravé:

| Hydrologické pořadí | Řeka    | Délka (km) | Povodí (km²) | Vzdálenost od ústí (km) | Ústí kde  | Koordináty ústí                  |
| ------------------- | ------- | ---------- | ------------ | ----------------------- | --------- | -------------------------------- |
| 11010237            | Kamena  | 11,1       | 43,1         | 42,8                    | Gasčionys | 54°22′22″ s. š., 25°25′27″ v. d. |
| 11010239            | V – 2   | 3,9        | 8,8          | 39,3                    |           |                                  |
| 11010241            | Kernavė | 2,0        | 15,2         | 13,2                    |           | 54°21′40″ s. š., 25°9′8″ v. d.   |